# Ibn al-Murabi
Abu-Muhàmmad Abd-Al·lah ibn Ibrahim ibn Abd-Al·lah al-Azdí, més conegut com a Ibn al-Murabi, fou un poeta i escriptor andalusí nascut a Bàl·lix (Vélez-Màlaga). És considerat un poeta i escriptor secundari. Va morir de pesta a la seva ciutat natal en 1350.